# Gaston Grandain
Gaston Grandain (Elsene, 16 april 1911 – plaats en datum van overlijden onbekend) was een Belgisch voetbalscheidsrechter.

## Carrière
Grandain floot in 1960 de allereerste wedstrijd ooit op een eindronde van een EK voetbal, de eerste halve finale van het EK 1960 tussen Frankrijk en Joegoslavië. Op 29 mei 1960 was hij scheidsrechter tijdens de vriendschappelijke wedstrijd tussen RSC Anderlecht en Santos FC (0-6). Hij floot ook in de Europacup I (Sevilla FC-Aarhus GF in 1957/58 en SK Rapid Wien-SC Wismut in 1960/61).